# Hedi
Hedi, un viento de libertad (en árabe: 'Inhebbek Hedi'‎ (Romanizado), نحبك هادي) (La amante en Argentina, Hedi, amor y libertad en México) es un film tunecino dramático de 2016 dirigido por Mohamed Ben Attia. Fue selecionado para competir por el Oso de oro en el 66.º festival de cine de Berlin. donde ganó el premio a la mejor película novel y su actor principal, Majd Mastoura, ganó el Oso de plata al mejor actor.

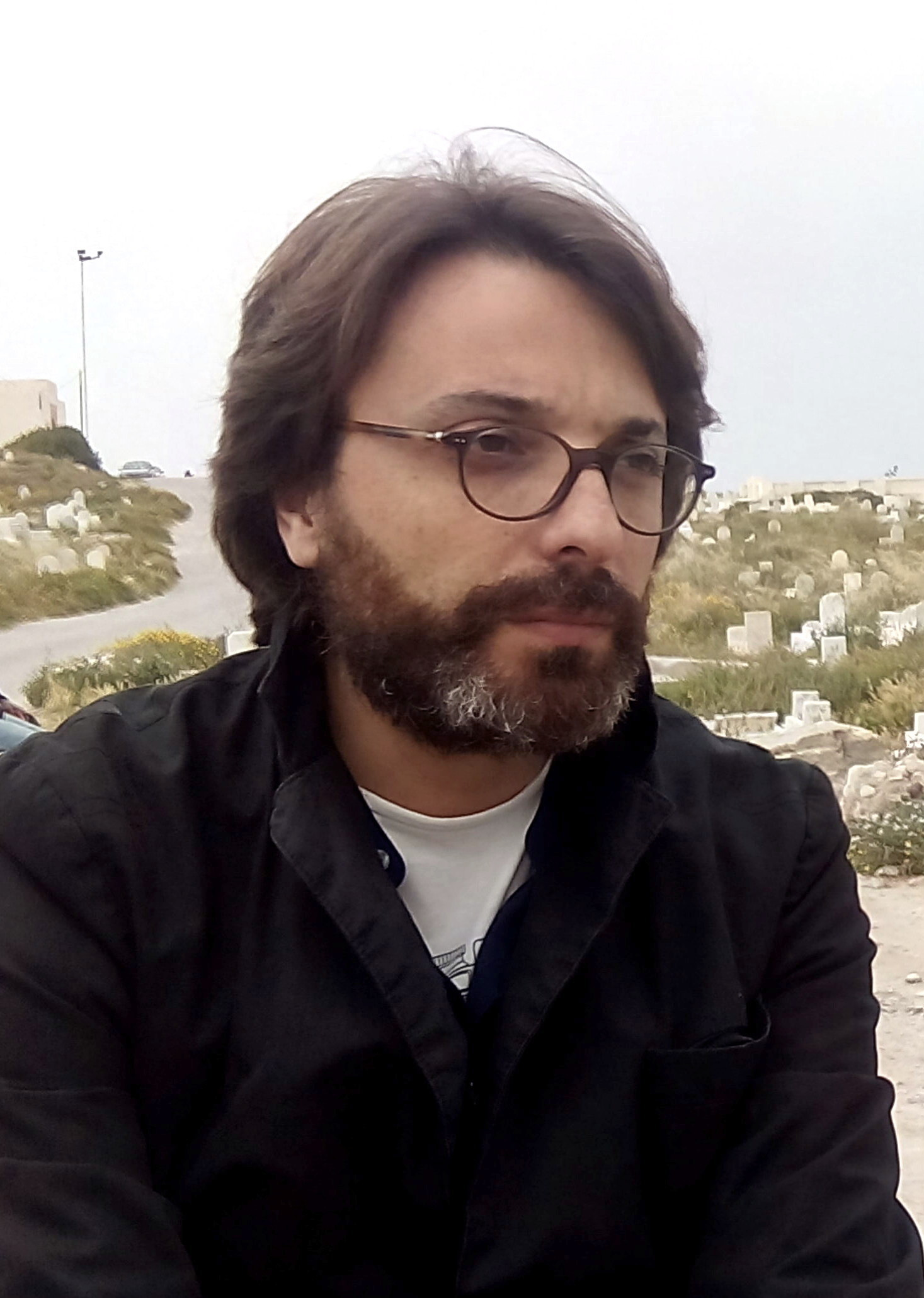
Mohamed Ben Attia, director del film durante el rodaje en 2015.

## Sinopsis
Tras la revolución de 2011 y la Primavera Árabe,Hedi es un joven sabio y reservado. Apasionado por el dibujo, trabaja sin entusiasmo como comercial. Aunque su país está en un estado de cambio, permanece sujeto a las convenciones sociales y deja que su familia tome decisiones en su lugar. Mientras su madre prepara su boda activamente , su jefe le envía en busca de nuevos clientes. Así Hedi conoce a Rym, anfitriona de su hotel, una mujer independiente cuya libertad lo seduce. Por primera vez, está tentado de hacerse cargo de su vida.

## Reparto
- Majd Mastoura como Hedi.
- Rym Ben Messaoud como Rym.
- Sabah Bouzouita como Baya.
- Omnia Ben Ghali como Khedija.
- Hakim Boumsaoudi como Ahmed.

## Premios y nominaciones
| Premio                                                    | Categoría                                        | Receptor          | Resultado | Ref.  |
| --------------------------------------------------------- | ------------------------------------------------ | ----------------- | --------- | ----- |
| Festival Internacional de Cine de Berlín                  | Oso de oro a la mejor película                   | Inhebbek Hedi     | Nominada  | [ 3 ] |
| Festival Internacional de Cine de Berlín                  | Oso de Plata a la mejor interpretación masculina | Majd Mastoura     | Ganador   | [ 3 ] |
| Festival Internacional de Cine de Berlín                  | Mejor película novel                             | Inhebbek Hedi     | Ganador   | [ 3 ] |
| Festival internacional de cine de Amiens                  | Mejor actriz                                     | Rym Ben Messaoud  | Ganadora  | [ 1 ] |
| Festival Internacional de Cine de Atenas                  | Mejor película                                   | Inhebbek Hedi     | Ganadora  | [ 1 ] |
| Buenos Aires Festival Internacional de Cine Independiente | Mejor película internacional                     | Inhebbek Hedi     | Nominada  | [ 1 ] |
| Festival de cine de Cartago                               | Mejor Actor                                      | Majd Mastoura     | Ganador   | [ 1 ] |
| Festival de internacional de cine de Chicago              | Mejor director novel                             | Mohamed Ben Attia | Nominado  | [ 1 ] |
| Festival de cine de Londres                               | Mejor película novel                             | Inhebbek Hedi     | Nominado  | [ 1 ] |
| Premios Lumiere                                           | Mejor película francófona                        | Inhebbek Hedi     | Ganadora  | [ 1 ] |
| Festival de internacional de cine de Seattle              | Mejor película                                   | Inhebbek Hedi     | Nominada  | [ 1 ] |
| Festival de cine de Estocolmo                             | Mejor película                                   | Inhebbek Hedi     | Nominada  | [ 1 ] |
| Festival de internacional de cine de Valladolid           | Espiga de Oro a la mejor película                | Inhebbek Hedi     | Nominada  | [ 1 ] |